# Аббасидский халифат
Аббасидский халифат (Багдадский халифат; араб. الْخِلَافَة العَبَّاسِيَّةُ‎, al-Khilāfah al-Abbāsiyyah) — феодальное теократическое государство, существовавшее с 750 по 945 и с 1194 по 1258 год, с правящей династией Аббасидов.
В состав Багдадского халифата входили территории современных арабских стран Азии, часть Средней Азии, Египет, Иран, Северная Африка и Пакистан. Аббасидская империя была одной из крупнейших империй в истории человечества и имела территорию более 11 млн км². До завоевания халифата Буидами в 945 году вёл самостоятельную политику. После взятия в 1055 году Багдада сельджуками аббасидские халифы владели только прилегающей к столице областью.
В государстве Аббасидов в течение двух столетий происходил подъём, однако по мере усиления феодальной раздроблённости халифата и в связи с ростом политического влияния гвардии, составленной из тюркских рабов-гулямов, династия постепенно пришла в упадок.
Халиф аль-Мансур перенёс столицу государства из Эль-Куфы в Багдад — новый город, который он построил на реке Тигр. В период с 836 по 892 годы столицей халифата был город Самарра. Во время правления халифа Аль-Муктадира (X век) Багдад территорию 43 750 джерибов, что равняется примерно 13 тысячам гектаров. Население средневекового Багдада 900 годов оценивают в 900 тысяч человек, а население 1100 годов оценивают в 1 миллион 200 тысяч человек.

## История

### Происхождение. Обоснование притязаний на власть
Претендуя на верховную власть, Аббасиды аргументировали это тем, что Омейяды, хотя и происходили из племени курайшитов, к роду исламского пророка Мухаммеда, то есть к Хашимитам, не принадлежали. Сами Аббасиды же вели своё происхождение от его дяди аль-Аббаса ибн Абд аль-Мутталиба из мекканского рода Хашим. Последний приходился братом отцу Мухаммеда, Абдуллаху, и отцу Али, Абу Талибу. Первоначально Аббасиды не играли значительной роли в государственных делах. Но по мере того, как в халифате росло недовольство правящей династией Омейядов, значение этого рода возрастало. Вследствие своего близкого родства с Алидами Аббасиды смогли рассчитывать в борьбе за власть на поддержку шиитов. Праправнуку Аббаса, Мухаммаду ибн Али ибн Абдалле, удалось в начале VIII века заручиться поддержкой нескольких шиитских кланов, которые признали его своим имамом. Ибн ат-Тиктака писал, что он получил имамат от одного из шиитских имамов Абу Хашима Абдаллы, который, умирая, объявил его своим преемником.

### «Аббасидская революция»

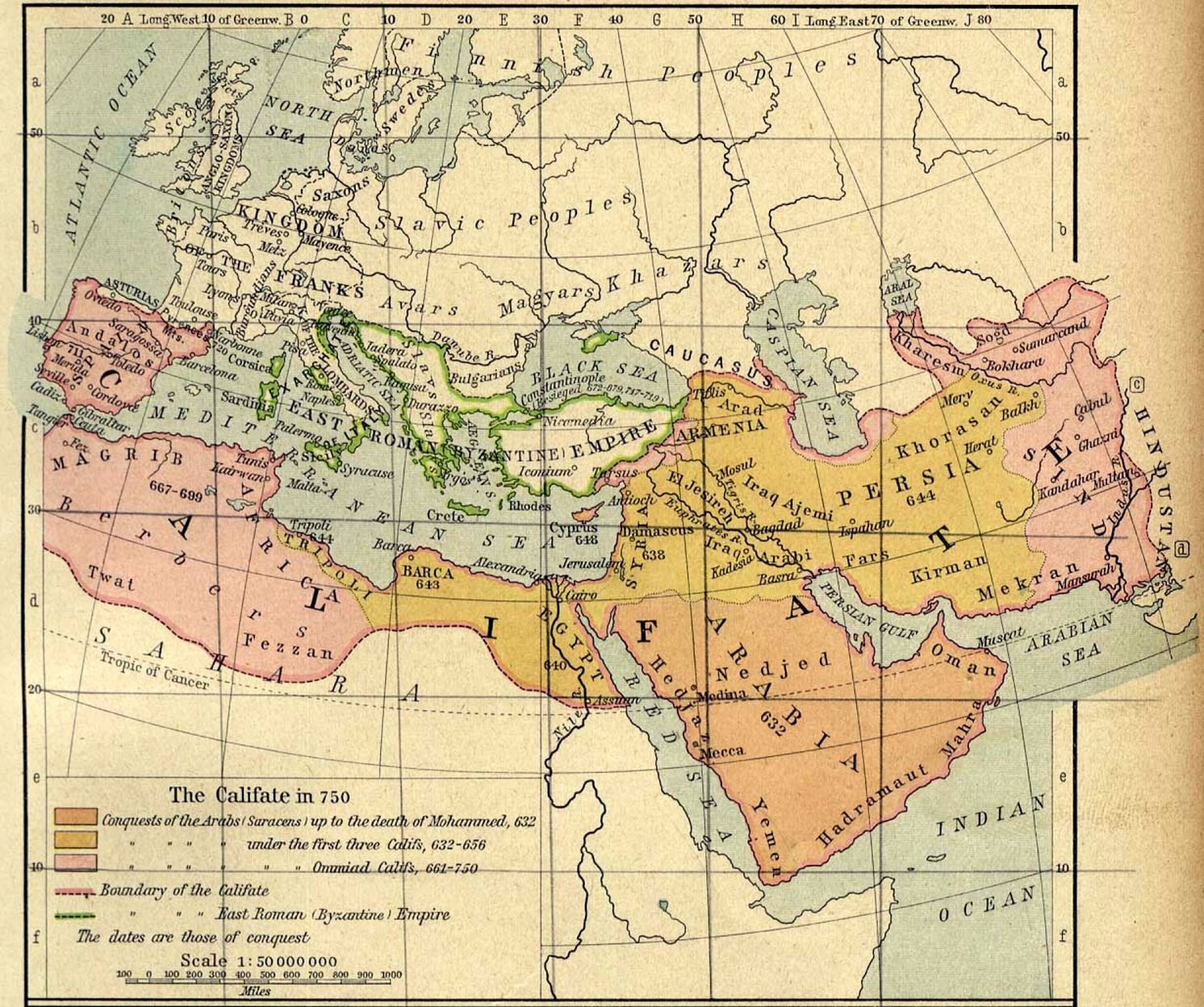
Территория в 750 г.

С этого времени Аббасиды начали тайно готовиться к свержению Омейядов, повсюду рассылая своих агентов. Подлинным центром антиомейядского движения была Эль-Куфа, однако особенно благоприятную почву для своей пропаганды Аббасиды нашли в Хорасане и Мавераннахре среди тамошних шиитов. В 743 г. Мухаммад был схвачен и казнён. Имамат перешёл к его сыну Ибрахиму. При нём в Хорасан отправился талантливый проповедник и способный военачальник Абу Муслим, иранец по происхождению. За короткое время Абу Муслиму удалось создать мощную организацию последователей и привлечь на сторону Аббасидов не только отстранённых к этому времени от власти арабов-кальбитов, но и подавляющую часть принявшего ислам городского населения Ирана. Его поддержали также многие шииты, уверенные в том, что после свержения Омейядов власть перейдёт к потомкам Али.
Успеху Аббасидов способствовала междоусобица Омейядов, разгоревшаяся после смерти халифа Хишама в 743 году. В 747 году в Хорасане началось антиомейядское восстание, которым руководили представители Аббасидов — Ибрахим ибн Мухаммед, а после его гибели — его брат Абуль-Аббас ас-Саффах. 26 июня 749 года Аббасиды одержали победу при Нехавенде. 28 ноября того же года в соборной мечети Куфы Абу-л-Аббас привёл к присяге своих новых подданных.
Последний омейядский халиф Марван II ещё полгода правил западной частью халифата, затем бежал в Египет, где в 750 году был убит. Аббасиды почти поголовно истребили Омейядов, а также уничтожили своих недавних сторонников по антиомейядскому движению — Абу Саламу (750) и Абу Муслима (755).
К 751 году арабы завоевали Иран, Ирак, Сирию, Палестину. Несмотря на сопротивление Западно-Тюркского каганата, им удалось захватить его южную часть и включить в состав халифата. С проникновением арабов в регионе постепенно начал распространяться ислам. В июле 751 года произошла Таласская битва между войсками Аббасидского халифата и карлуков с одной стороны, и армией танского Китая за контроль над Средней Азией. Результатом битвы стала победа Аббасидов с карлуками, что положило начало распространению ислама в Мавераннахре и Центральной Азии, а также арабскому влиянию на участках Великого шёлкового пути в регионе.

### Расцвет (752—775)
Первым изменением, которое сделали Аббасиды под руководством аль-Мансура, было перемещение столицы империи из Дамаска в недавно основанный город Багдад в Ираке, поближе к их персидской базе поддержки мавали, которая удовлетворяла их требование о меньшем арабском доминировании в империи. Багдад был основан на реке Тигр в 762 году. Кроме того, была учреждена новая должность визиря для делегирования центральной власти, а ещё большие полномочия были переданы местным эмирам.
Это в конечном счёте означало, что многие халифы Аббасидов были низведены до более церемониальной роли, чем при Омейядах, поскольку визири стали оказывать большее влияние, а роль старой арабской аристократии постепенно заменялась персидской бюрократией. Во времена аль-Мансура контроль над аль-Андалусом был потерян, а шииты восстали и потерпели поражение год спустя в битве при Бахамре.
Аббасиды сильно зависели от поддержки персов в их свержении Омейядов. Преемник Абу аль-Аббаса аль-Мансур приветствовал мусульман неарабов при своём дворе. Хотя это помогло объединить арабскую и персидскую культуры, оно оттолкнуло многих их арабских сторонников, особенно Хорасанских арабов, которые поддерживали их в их битвах против Омейядов. Эти трещины в их поддержке привели к немедленным проблемам. Омейяды, находясь вне власти, не были уничтожены. Абд ар-Рахман I, единственный оставшийся в живых член королевской семьи Омейядов, которая была почти полностью уничтожена, в конце концов отправился в Испанию, в город Ко́рдову, где в 756 году утвердился в качестве эмира независимого Кордовского эмирата. В 929 году Абд ар-Рахман III принял титул халифа, основав Кордовский халифат в качестве соперника Багдаду как законной столице Исламской империи.
В 756 году халиф Аббасидов аль-Мансур послал более 4000 арабских наёмников для оказания помощи династии Тан в восстании Ань Ши против Ань Лушаня. Аббасиды, или «чёрные флаги», как их обычно называли, были известны в хрониках династии Тан как «Тази в чёрном одеянии» (кит. трад. 黑衣大食, пиньинь hēiyī Dàshi) («Тази» — заимствование из перс. عرب‎ tāzī— «араб»). Аль-Рашид направил посольства к династии Тан и установил с ней хорошие отношения. После войны, эти посольства остались в Китае с халифом Харуном аль-Рашидом, заключившим союз с Китаем. Несколько посольств аббасидских халифов к китайскому двору были записаны в анналах Тан, наиболее важными из которых были посольства Абуля-Аббаса аль-Саффаха, первого аббасидского халифа, его преемника Абу Джафара и Харуна аль-Рашида.

### «Золотой век» Аббасидов (775—861)
В последней половине VIII века аббасидскому руководству пришлось немало потрудиться под руководством нескольких компетентных халифов и их визирей, чтобы преодолеть политические трудности, вызванные разветвлённой природой империи и ограниченными коммуникациями по всей её территории, а также провести административные изменения, необходимые для поддержания порядка. Именно в этот ранний период династии, в частности во время правления аль-Мансура, Харуна аль-Рашида и аль-Мамуна, была создана репутация и власть династии.

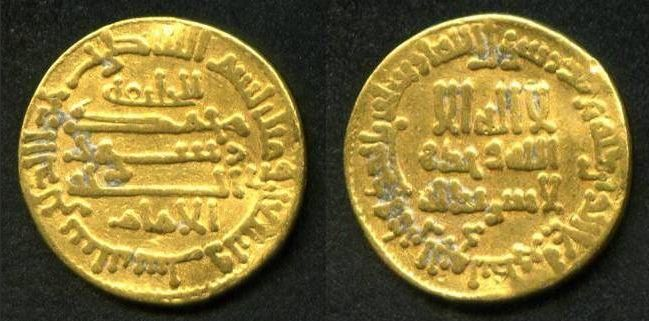
Динар аль-Мамуна

Аль-Махди возобновил борьбу с византийцами, а его сыновья продолжали конфликт до тех пор, пока императрица Ирина не попросила мира. После нескольких лет мира император Никифор I нарушил договор, а затем отразил многочисленные вторжения в течение первого десятилетия IX века. Эти атаки продвинулись в горы Тавра, кульминацией которых стала победа в битве при Красосе и массированное вторжение 806 года, возглавляемое самим Рашидом.
Флот Рашида также оказался успешным, захватив Кипр. Рашид решил сосредоточиться на восстании Рафи ибн аль-Лайта в Хорасане и умер там же. В то время как Византия боролась с правлением Аббасидов в Сирии и Анатолии, военные действия были минимальными, поскольку халифат сосредоточился на внутренних делах, его правители проявляли большую автономию и использовали свою растущую власть, чтобы сделать свои позиции наследственными.
В то же время Аббасиды сталкивались с проблемами ближе к дому. Харун аль-Рашид набросился на Бармакидов, персидский род, роль которых в управлении государством значительно возросла, и убил их большую часть. В тот же период несколько фракций начали либо покидать империю для других земель, либо брать под свой контроль отдалённые части империи, удалённые от Аббасидов. Правление аль-Рашида и его сыновей считалось вершиной правления Аббасидов.
После смерти Рашида империя была расколота гражданской войной между халифом аль-Амином и его братом аль-Мамуном, который пользовался поддержкой Хорасана. Эта война закончилась двухлетней осадой Багдада и смертью аль-Амина в 813 году. Аль-Мамун правил в течение 20 лет относительного спокойствия, перемежавшегося с восстанием, поддержанным византийцами в Азербайджане Хуррамитами. Аль-Мамун также был ответственен за создание автономного Хорасана и продолжающееся отражение византийских набегов.
Аль-Мутасим пришёл к власти в 833 году, и его правление ознаменовало конец сильных халифов. Он укрепил свою личную армию тюркскими наёмниками и быстро возобновил войну с византийцами. Его военные походы были в целом успешными, завершившись громкой победой в разграблении Амория. Его попытка захватить Константинополь провалилась, когда его флот был уничтожен штормом. Византийцы возобновили боевые действия, разграбив Дамиетту в Египте. Аль-Мутаваккиль ответил тем, что снова послал свои войска в Анатолию, грабя и мародёрствуя, пока они не были окончательно уничтожены в 863 году.

### Распад государства

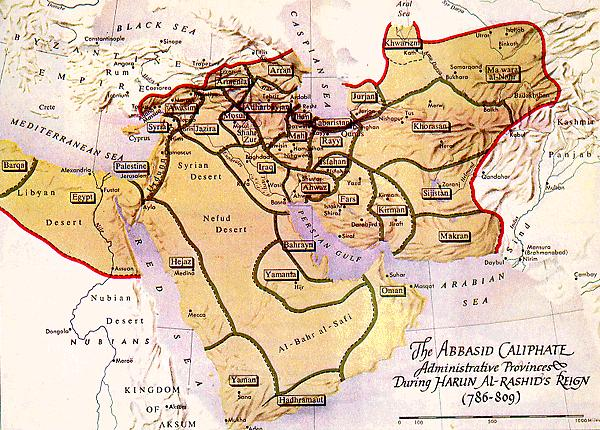
Халифат при Харун ар-Рашиде (786—809)

Распад единого Арабского халифата, начавшийся ещё при последних Омейядах, при Аббасидах продолжился.
Назначенный в 755 году губернатором аль-Андалуса один из немногих выживших омейадов Абд ар-Рахман отложился и создал Кордовский эмират в следующем же 756 году. В 777 году от халифата отложился Магриб, где имам ибадитов Абд ар-Рахман ибн Рустам основал государство Рустамидов. В период 784—789 годов Идрис ибн Абдуллах установил власть над берберскими племенами западной Ифрикии, основав на её месте одноимённый шиитский эмират. К 800 году представители рода Аглабидов установили свою власть над восточной частью Ифрикии, признавая власть Багдада лишь формально.
Таким образом, за первые полвека правления Аббасидов (до конца правления Харуна ар-Рашида) от Халифата отложилась вся западная (до Египта включительно) часть.
Во внутренней борьбе за власть потомки ар-Рашида развязали Четвёртую фитну; победителем из неё вышел аль-Мамун, активно поддерживаемый иранскими аристократами и тюркскими наёмниками. Родовые арабские аристократы после Четвёртой фитны оказались отодвинуты от управления, что вызывало растущее недовольство с их стороны и, как следствие, всё большую опору потомков аль-Мамуна на иранскую аристократию и тюркских наёмников. Однако уже аль-Мутасим не чувствовал себя в безопасности в Багдаде и потому перенёс столицу в специально для этой цели отстроенную Самарру. Так же именно аль-Мутасим настолько не доверял регулярным войскам и наёмникам, что впервые в истории халифата сформировал корпус лично ему подчинённых воинов — гулямов.
Назначение отличившихся иранских аристократов наместниками провинций привело к тому, что восточные провинции Халифата фактически оказались феодами потомков Тахира ибн Хусейна, что позволяет говорить о формировании в 820-х г. н. э. государства Тахиридов. Усиление роли тюркских наёмников привело к полной зависимости халифов от них, формированию корпуса гулямов и неприязни со стороны регулярных войск, что в 860-х вылилось в анархию в Самарре и отложению государства Тулунидов. В то время, как Тахириды формально признавали верховенство Аббасидов, Тулуниды вели активные боевые действия против халифов: так, Ахмед ибн Тулун (в 870-х) и его сын Хумаравейх ибн Ахмед (в 880-х) дважды отвоёвывали у Аббасидов Сирию.
В 885 году от Халифата откололась Армения, восстановившая таким образом независимость. Разгоревшееся в начале 900-х годов в государстве Аглабидов движение исмаилитов привело не только к падению государств Ифрикиййи, но и переходу Египта в состав Фатимидского Халифата из Аббасидского. В разгар аббасидско-фатимидской войны, в 945 году, шиитская конфедерация Буидов фактически захватила власть в Ираке, признавая верховенство Аббасидов лишь номинально.

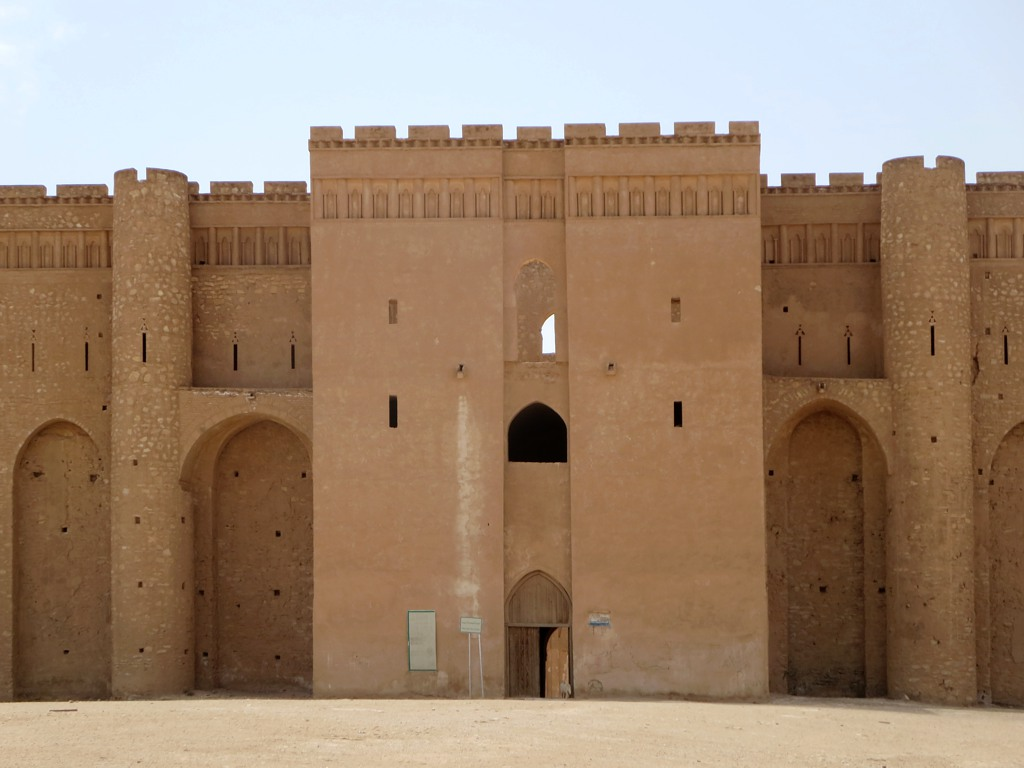
Крепость Ухайдир, построенная в 775 г.

С началом вторжения огузов под предводительством Тогрул-бека Халифат утратил последовательно Хорезм и Иран. В 1055 году Аббасиды сами признали верховенство власти Сельджукидов, сохранив за собой лишь духовный авторитет и номинальную автономию в рамках государства Сельджукидов. После начала Крестовых походов и краха Сельджукской империи в 1127 году под властью Аббасидов осталось лишь ядро Халифата — собственно Багдад и его окрестности. С этого времени Аббасиды пользовались покровительством сначала Зангидов, после 1171 года — Айюбидов, а после 1251 года — правителей Мамлюкского султаната, сохраняя за собой лишь верховенство духовного авторитета. Последний халиф из рода Аббасидов был убит войсками Хулагу в 1258 году при штурме Багдада; выжившие аббасиды переселились в Мамлюкский султанат, где к 1368 году их род пресёкся окончательно.

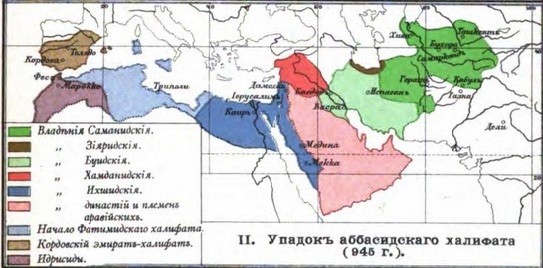
Карта Аббасидского халифата в 946 году. Автор — А. Е. Крымский

Династия Аббасидов достигла относительного расцвета при халифах аль-Мансуре (Абу Джафар, Абдаллах аль-Мансур, ок. 707—775), аль-Махди (775—785), Харун ар-Рашиде (786—809), аль-Мамуне (813—833). В правление Аббасидов изменился характер верховной власти — из предводителя мусульманской армии халиф превратился в главу всей мусульманской общины, где вероисповедание значило больше, чем этническая принадлежность. При Аббасидах многие неарабы заняли высокие посты в государстве, началось возрождение и расцвет национальных культур. Из-за усиления феодального гнёта имели место народные восстания, которыми руководили Бабек, Муканна и др.

### Власть Буидов
В 945 году Багдад захватили дейлемские горцы армии Буидов (араб. البويهيون‎, аль-Бувайхийун — Бувейхиды), шиитской династии, основанной в 920—930-е годы. К этому времени владения халифов включали лишь столицу и её окрестности. Основанным ими государством буидские «эмиры эмиров» управляли от имени халифа, имя которого по-прежнему чеканилось на монетах и поминалось в хутбе первым. В действительности Аббасиды были лишены светской власти, сохраняя лишь духовный авторитет. Теперь им пришлось обходиться без гвардии, пышного двора и родовых поместий, получая средства с одного поместья, переданного на правах икта.

### Власть Сельджукидов
После завоевания Багдада сельджуками в 1055 году и утверждения Сельджукидов Аббасиды продолжали оставаться преимущественно первосвященниками. В их руках оставалась только духовная власть имама, от которого, согласно традиции, исходила верховная власть светского правителя — эмиры и султаны получали инвеституру и приносили присягу.

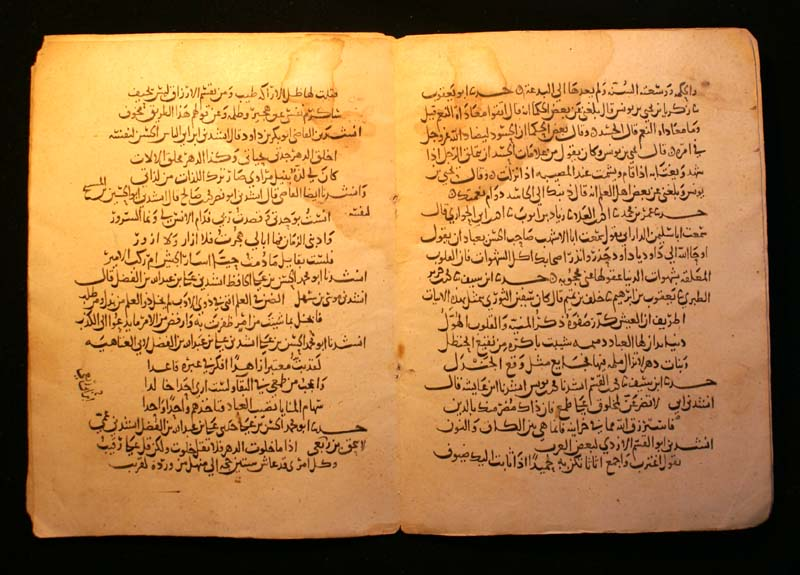
Рукопись эпохи Аббасидов

### Восстановление политической независимости халифата
Раскол Сельджукской империи после смерти султана Мухаммеда (1118) между его сыном Махмудом II(основатель Иракского Сельджукидского султаната) и дядей султан Санджаром позволил Аббасидам вести успешную борьбу с противниками — Мазйадитами, шиитской бедуинской династией из Хиллы, иракскими Сельджукидами, с исмаилитами в самом Багдаде. После того, как аль-Мустаршид в 1124 году отказался выплачивать дань султану Махмуду II, Багдад благодаря 30-тысячному войску, созданному халифом на основе народного ополчения, выдержал осаду сельджуков. При аль-Муктафи (1136—1160), считающемся первым самостоятельным правителем со времён Буидов, владения халифата занимали области бассейна Тигра и Евфрата от Тикрита до устья Шатт-эль-Араба и от Куфы до Хульвана. Преемники аль-Муктафи упрочили политическое и экономическое положение государства. Аль-Мустанджид (1160—1170) разгромил сильных союзников Сельджукидов — Мазйадитов, аль-Мустади (1170—1180) установил дружественные отношения с атабеками Азербайджана и Айюбидами.
Ан-Насир, последний значительный багдадский халиф, включил в состав государства Хузестан, Рей и Хамадан. С помощью хорезмшаха Текеш он покончил с Сельджукидами Ирака. В 1194 году султан Тогрул III пал в битве с хорезмийцами, а его голова была отправлена в Багдад. Вскоре после этого халиф вошёл в конфронтацию с хорезмшахом. Ан-Насир требовал от Текеша, после победы над Тогрулом занявшего Рей и Хамадан, очистить Западную Персию и довольствоваться Хорезмом. Хорезмшах заявил, что его владения, даже со включением Ирака, недостаточны для содержания его многочисленного войска и просил халифа уступить ему ещё Хузестан. Ко времени смерти Текеша (1200) преобладание в Ираке принадлежало хорезмийцам, но после получения известия об этом событии жители восстали и перебили всех находившихся в их области хорезмийских воинов.

### Монгольское нашествие и падение
В феврале 1258 года войска монгольского князя Хулагу захватили Багдад, учинив резню в городе. Через 10 дней после падения Багдада последний халиф аль-Мустасим был казнён. Из его потомков, по ходатайству жены Хулагу, в живых был оставлен лишь младший сын; о сыне и внуке последнего упоминается в начале XIV века. Эти Аббасиды не имели при монгольском дворе значения даже после обращения ильханов в ислам. Когда прекратился род аль-Мустасима неизвестно.
В 1261 году мамлюкский султан Бейбарс I поставил в Каире халифа аль-Мустансира, беженца из Багдада, объявившего себя потомком аз-Захира (1225—1226). Вскоре аль-Мустансир пропал без вести в битве с монголами, но халифом в Каире был признан другой претендент, аль-Хаким I, потомок аль-Мустаршида (1118—1135). Каирские халифы в последующие столетия были послушными исполнителями воли султанов, ограничиваясь отправлением придворного и религиозного церемониала. Они занимали этот пост вплоть до завоевания Египта Османской империей (1517), когда османский султан Селим I, приняв титул халифа, отправил Мутаваккиля III в заточение в Стамбул.

## Халифы
Халифы Аббасидского халифата происходили из династии Аббасидов.
| №                        | Имя                      | Правление        | Примечание |
| ------------------------ | ------------------------ | ---------------- | --- |
| Могущество               |                          |                  | |
| 1                        | Абуль-Аббас ас-Саффах    | 750—754          | Во время хорасанских волнений против Омейядов наладил отношения с Абу Муслимом и провозгласил себя халифом. Умер от оспы через четыре года после восшествия на престол. |
| 2                        | Абу Джафар аль-Мансур    | 754—775          | Подавил очаги сопротивления Омейядов в Ираке, мятеж в Медине (762 г.) и притязания дяди Абдуллы (774 г.). Основатель Багдада. |
| 3                        | Мухаммад аль-Махди       | 775—785          | Осуществил реформу налогообложения. Особое внимание уделял борьбе с зиндиками. Подавил восстание Муканны (776—783 гг.) и мятеж Алидов в Хиджазе (785 г.). |
| 4                        | Муса аль-Хади            | 785—786          | Добровольно признал власть своего брата Харуна ар-Рашида, однако был отравлен собственной матерью. |
| 5                        | Харун ар-Рашид           | 786—809, 785—786 | Первый период правления Харуна ар-Рашида ознаменовался экономическим и культурным расцветом. Стало развиваться сельское хозяйство, ремёсла, торговля и культура. Он основал в Багдаде университет и библиотеку. Во время правления Харуна ар-Рашида произошли антиправительственные восстания в Дейлеме, Сирии и других областях халифата. |
| 6                        | Мухаммад аль-Амин        | 809—813          | Аль-Амин пренебрегал государственными делами, предавался развлечениям, за что не пользовался популярностью в народе. Ввязался в конфликт с братом аль-Мамуном из-за престолонаследия (Четвёртая фитна). После осады Багдада войсками аль-Мамуна аль-Амин бежал, но был схвачен и казнён. |
| 7                        | Абдуллах аль-Мамун       | 813—833, 809—813 | Привлёк к управлению государством учёных и основал в Багдаде Дом Мудрости (Бейт аль-хикма). Симпатизировал мутазилитам и в 827 году официально признал сотворённость Корана. В 831 году аль-Мамун предпринял безуспешную попытку найти сокровища в Пирамиде Хеопса. |
| 8                        | Ибрахим ибн аль-Махди    | 817—819          | В 817 г. жители Багдада подняли восстание против халифа аль-Мамуна и провозгласили халифом Ибрахима ибн аль-Махди. В 819 после нескольких месяцев осады аль-Мамун овладел Багдадом, а Ибрахим ибн аль-Махди бежал. |
| 9                        | Мухаммад аль-Мутасим     | 833—842          | Прекратил кампанию против византийцев и вернулся в Багдад. Осенью 835 года аль-Мутасим перенёс столицу халифата из Багдада в Самарру. Подавил восстание Бабека в Азербайджане. |
| 10                       | Харун аль-Васик          | 842—847          | Во время его правления активизировалась михна. В Багдаде, Самарре и Басре наибольшее влияние среди придворных теологов приобрели мутазилиты. Умер от болезни. |
| 11                       | Джафар аль-Мутаваккиль   | 847—861          | Стремился укрепить авторитет халифской власти, опираясь на консервативную часть исламского общества. Приложил много усилий при строительстве Самарры. Потеснил мутазилитов и прекратил михну. В 851 г. приказал сровнять с землёй мавзолей имама Хусейна ибн Али в г. Кербела. Во время его правления ускорился процесс ослабления халифата. Был убит своими же телохранителями в Самарре. |
| Упадок                   |                          |                  | |
| 12                       | Мухаммад аль-Мунтасир    | 861—862          | Придя к власти, халиф аль-Мунтасир обвинил в убийстве и казнил визиря своего отца Аль-Фатха ибн Хакана. Он хорошо относился к Алидам и при нём был отменён запрет на посещение могилы Хусейна ибн Али в Кербеле. Он умер от боли в горле и возможно был отравлен. |
| 13                       | Ахмад аль-Мустаин        | 862—866          | Ахмад аль-Мустаин был избран тюркскими командирами, которые имели фактическую власть в халифате. При нём вспыхнули восстания Алидов в Табаристане, Рее и других областях халифата. |
| 14                       | Зубайр аль-Мутазз        | 866—869          | Захватил власть в результате гражданской войны против аль-Мустаина. Во времена его правления в стране нарастал кризис: оплата, которую требовали тюрки, североафриканцы и другие солдаты, составляла двухлетнему доходу от налогов со всего халифата. Все провинции оказались захвачены узурпаторами или местными командирами. |
| 15                       | Мухаммад аль-Мухтади     | 869—870          | Аль-Мухтади резко сократил расходы на двор. В конце 869 года разгорелся конфликт между тюркскими командирами Мусой и Салихом. |
| 16                       | Ахмад аль-Мутамид        | 870—892          | Разделил государство на западную и восточную части. Эмиром западной части назначил своего сына — Джафара, а восточной своего брата — аль-Муваффака, который стал фактическим правителем халифата. |
| 17                       | Абдуллах аль-Мутадид     | 892—902          | Аль-Мутадид был храбрым и энергичным правителем. Он подавил хариджитов в Месопотамии и вернул Египет под власть халифата. |
| 18                       | Али аль-Муктафи          | 902—908          | Аль-Муктафи считается последним из успешных багдадских халифов. Он сумел укрепиться на троне и вернуть под власть халифата Египет, однако именно при нём стали усиливаться карматы. |
| 19                       | Джафар аль-Муктадир      | 908—929, 929—932 | Аль-Муктадир был слабым правителем, предпочитавшим проводить время в пирушках и гаремных утехах, при нём Арабский халифат перешёл к постоянному упадку, уже более не сменявшемуся подъёмами. При этом была потеряна Северная Африка, отпали Египет и Мосул, бушевали карматы. |
| 20                       | Абдаллах ибн аль-Мутазз  | 908              | В 902 году Абдаллах ибн аль-Мутазз покинул двор, но в смутное время, наступившее после смерти аль-Муктафи, оказался втянутым в династическую борьбу и на один день (17 декабря 908 года) захватил халифский престол. Однако уже на следующий день был свергнут придворной гвардией во главе с собственным племянником и через несколько дней казнён. |
| 21                       | Мухаммад аль-Кахир       | 929, 932—934     | После убийства аль-Муктадира в 932 году заговорщики, опасаясь мести со стороны сына покойного, предпочли возвести на трон Аль-Кахира. Он тут же развернул такую кампанию террора. Вскоре организовался новый заговор и халиф был схвачен заговорщиками. Так как он отказался добровольно отречься от престола, то его ослепили и бросили в тюрьму на 11 лет. |
| 22                       | Ахмад ар-Ради            | 934—940          | Реальной властью в халифате обладал визирь Ибн Раик. Ар-Ради считается последним «настоящим» халифом, который реально выполнял все положенные халифу религиозные обязанности. Однако в целом халифат при нём продолжал уходить в упадок: отпали Северная Африка с частью Сирии и Месопотамии, в Аравии власть взяли в свои руки карматы и местные вожди. |
| 23                       | Ибрахим аль-Муттаки      | 940—944          | В государственных делах аль-Муттаки целиком зависел от командования армии и не мог на них существенно влиять. В период его правления византийцы дошли до Нисибина. Произошло восстание в Васите. |
| 24                       | Абдуллах аль-Мустакфи    | 944—946          | В период его правления на Багдад напали войска Буида Ахмада ибн Бувайха. Аль-Мустакфи приблизил к себе Буидов и те, увеличив своё влияние, вскоре установили контроль над казной. В 976 г. Ахмад ибн Бувайх заподозрил халифа в заговоре против него и двинул свою гвардию на дворец. В результате халиф был ослеплён и низложен. Продолжилось вторжения византийцев и русов. |
| Под властью Буидов       |                          |                  | |
| 25                       | Абуль-Касим аль-Мути     | 946—974          | Халифу аль-Мути пришлось содержать себя за счёт доходов с некоторых оставленных ему имений, которых едва хватало на то, чтобы оградить себя от нужды. В 974 г. его разбил паралич и он отрёкся от престола в пользу сына ат-Таи. |
| 26                       | Абу Бакр ат-Таи          | 974—991          | Подобно своему отцу, ат-Таи влачил более чем ничтожное существование и иногда был лишён самого необходимого. Он переносил презрение и полное непонимание со стороны шиитских султанов. В 991 г. ат-Таи Буиды сместили его и передали Халифат сыну аль-Муттаки, аль-Кадиру. |
| 27                       | Аль-Кадир                | 991—1031         | Аль-Кадир был добрым, религиозным, милосердным и богобоязненный человеком. Женившись на дочери султана Баха ад-даулы, он сумел в какой-то мере возвратить утерянный блеск аббасидскому халифату. |
| 28                       | Аль-Каим                 | 1031—1075        | При аль-Каиме Ирак был завоёван турками-сельджуками. Поскольку сельджуки были суннитами, положение халифов сразу значительно улучшилось. Правда, светской властью сельджукские султаны делиться не собирались. В 1058 г. правитель сельджукской державы Тогрыл I получил от аль-Каима инвеституру на титул султана. Сельджуки предоставили халифам средства на довольно представительную жизнь. |
| Под властью Сельджукидов |                          |                  | |
| 29                       | Абдуллах аль-Муктади     | 1075—1094        | В 1087 г. аль-Муктади женился на дочери сельджукского султана Маликшаха, которая умерла через два года. В 1092 г. Маликшах прибыл в Багдад, попытался низложить халифа и выслать его из города. Однако, Маликшах тяжело заболел и умер, так и не успев выполнить своё намерение. В период правления халифа аль-Муктади сельджуки восстановили контроль над Антиохией, который ранее Византия отбила у мусульман. Завоевания в Индии позволили установить контроль над новыми территориями. |
| 30                       | Ахмад аль-Мустазхир      | 1094—1118        | Аль-Мустазхир был добродетельным человеком, образованным, милосердным справедливым человеком. Он писал стихи и выслушивал жалобы своих подданных. При нём в Багдаде царило благополучие, но в восточных областях мусульманского мира начались первые Крестовые походы. |
| 31                       | Абу Мансур аль-Мустаршид | 1118—1135        | В 1125 г. между халифом аль-Мустаршидом и сельджукским султаном Масудом произошли военные столкновения, в результате чего аль-Мустаршид Биллах потерпел поражение, был пленён и выслан в одну из крепостей Хамадана. Дядя Масуда, султан Санджар, попросил его освободить аль-Мустаршида и публично извиниться. Масуд согласился выполнить просьбу дяди и тогда султан Санджар послал к халифу своих представителей и солдат для того, чтобы те сообщили ему о примирении. Среди солдата была группа ассасинов-батинитов, которая проникла в шатёр халифа. Когда охрана узнала об этом халиф и несколько его приближённых были убиты, но солдатам удалось перебить всех убийц. |
| 32                       | Абу Джафар ар-Рашид      | 1135—1136        | После вступления на престол, сельджукский султан Масуд потребовал с молодого халифа 400 тысяч динаров, которые его отец обязался выплатить ему в период пленения. Халиф ар-Рашид отказался выплатить эту сумму и обратился за помощью к эмиру Мосула Имадуддину Занги. В это время в Багдад приехал Сельджукид Дауд и ар-Рашид объявил его султаном. В результате отношения между Масудом и халифом ещё более ухудшились и Масуд с большой армией вошёл в Багдад. Самому халифу пришлось бежать вместе с Имадуддином Занги в Мосул. |
| 33                       | Мухаммад аль-Муктафи     | 1136—1160        | Он пришёл к власти в возрасте 41 года, в результате низложения сельджукский султаном Масудом своего племянника ар-Рашида Биллаха. Его женой была сестра султана Масуда. В 1139 г (542 г. х.) халиф аль-Муктафи Лиамриллах объявил своим наследником своего сына Юсуфа аль-Мустанджида. В 1146 г. (549 г. х.) был убит фатимидский халиф аз-Захир Биллах. Халиф аль-Муктафи призвал Hуруддина Занги воспользоваться этим и совершить поход на Фатимидов, окончательно низложив эту династию. Однако в тот период Hуруддин Занги был занят войной с крестоносцами и Византией. Установив контроль над Дамаском, Занги превратил своё государство в могущественную силу.          |
| 34                       | Юсуф аль-Мустанджид      | 1160—1170        | Халиф аль-Мустанджид был добродетельным, справедливым и образованным человеком. Он писал стихи и изучал науки, в том числе астрономию. Во времена его правления были значительно уменьшены налоги и таможенные пошлины. В Сирии и Египте шли ожесточённые войны между крестоносцами и мусульманами. В связи с упадок государства Фатимидов, мусульманскими армиями командовал только атабек Hуруддин Занги. |
| 35                       | Аль-Мустади              | 1170—1180        | Не обладал достаточной военной силой, чтобы реально править государством. Сохранял формальные полномочия халифа. Аль-Мустади снизил налоги, построил множество мечетей и школ. |
| Могущество               |                          |                  | |
| 36                       | Ахмад ан-Насир           | 1180—1225        | Вёл борьбу с сельджуками и хорезмшахами. |
| 37                       | Аз-Захир                 | 1225—1226        | Во время правления аз-Захира он снизил налоги и создал сильную армию. |
| 38                       | Аль-Мустансир            | 1226—1242        | Построил в Багдаде Медресе Мустансирия. Отбил атаку монголов на Багдад, а в последующем был занят усилением армии и укреплением фортификаций столицы халифата. |
| 39                       | Аль-Мустасим             | 1242—1258        | Во время похода Хулагу на Халифат аль-Мустасим ничего не предпринял, а лишь посылал монголам угрозы и оскорбления. В 1258 году Багдад был взят монголами, а Аль-Мустасим — казнён. |